# Twelve Days of Krampus
Twelve Days of Krampus (conocido en español como Doce días de Krampus) es el octavo episodio de la tercera temporada de la serie de televisión estadounidense de drama sobrenatural y policíaco Grimm. El guion principal del episodio fue coescrito por el guionista Dan E. Fesman, y la dirección general estuvo a cargo de Tawnia Mckiernan.
El episodio se transmitió originalmente el 13 de diciembre del año 2013 por la cadena de televisión estadounidense NBC junto al episodio Cold Blooded como parte de la semi conclusión de la temporada antes de la vacaciones de invierno. Para la emisión de Latinoamérica, el estreno se llevó a cabo el 3 de febrero del 2014 por el canal Unniversal Chanel.
En este episodio Nick y Hank tienen que encontrar la manera de detener a un krampus, ser mitológico del folklore austríaco que a la manera de un Papá Noel maligno, secuestra y castiga a los chicos que se han portado mal. Por otra parte Sean Renard con ayuda de Meisnter finalmente consigue rastrear a Adalind en Europa. Mientras que Monroe quiere pasar su primera Navidad significativa con Rosalee, pero con resultados bastantes inesperados.

## Argumento
La frase que inicia cada capítulo, corresponde en este caso a los versos iniciales de la versión inglesa del tradicional villancico alemán O Tannenbaum:

Versión en inglés
Oh Christmas tree
Oh Christmas tree
How steadfast are your branches...
Versión en español
Oh árbol de Navidad
Oh árbol de Navidad
Qué firmes son tus ramas...

Es víspera de Navidad en Portland y dos muchachos se aprovechan de la festividad para vandalizar un auto y robar algunos regalos. Al instante los dos son atacados por una especie de wesen con apariencia de carnero y vestido de Papá Noel, que logra llevarse a uno de ellos, mientras que el otro logra salvarse a duras cuestas de sufrir el mismo destino que su amigo. Al día siguiente Nick, Hank y Wu encuentran el cuerpo del asustado adolescente que una vez que recupera la memoria en el hospital, alerta a los detectives de su atacante al mostrar un miedo irracional a un hombre vestido de Santa Claus. A causa de esto, Nick y Hank determinan que el criminal es alguien disfrazado de la figura más icónica de la Navidad. Cuando los dos visitan la residencia del desaparecido, terminan descubriendo que Bud es un buen amigo de la familia de la víctima.
En Austria, Sean Renard se reúne con el resto de los miembros de la resistencia en una localización segura, donde los mismos planean su siguiente movimiento en contra de las familias reales. Durante la reunión, todos los miembros comienzan a mostrar su descontento por la sola presencia de Renard, debido a que comparte linaje con sus enemigos. Sin embargo, el semi Zauberbiest se las arregla para convencer a sus aliados de que está de su lado al recordarles que su linaje podría darles acceso desde el interior con las familias, además de aclarar que el entiende a los wesen de una manera en la que ellos no, y de que cuenta con un Grimm como aliado. Más tarde, Renard con ayuda de Meisner irrumpen en la habitación de Adalind, pero al no encontrarla, Renard le deja una nota en secreto luego de darse cuenta de que la habitación está siendo vigilada. Para cuando Adalind regresa a su habitación y encuentra la nota, ella decide obedecer las indicaciones en ella para verse con el potencial padre de su hijo.
Con los reportes de otro secuestro realizado por un santa aterrador, Nick y Hank comienzan a buscar más pistas sobre el potencial sospechoso y en el progreso terminan topándose con un schakal vestido de santa, que huye al reconocer a Nick como grimm. Esto es tomado por los dos detectives como la evidencia que necesitaban, lo someten y lo arrestan delante de varios espectadores que graban lo ocurrido con sus celulares. Como era de esperarse, el wesen que arrestaron es encontrado inocente y cuando Wu revela que la procedencia del carbón es del Polo Norte, los dos finalmente determinan que el caso que tienen es uno sobrenatural.
Monroe por su parte está muy emocionado de pasar su primera Navidad junto a Rosalee. De manera que para hacer de la experiencia inolvidable, recluta la ayuda de Juliette para que lo ayude con las decoraciones de su casa. Para la repentina sorpresa de Monroe, Rosalee no se muestra contenta con el detalle de su novio, ya que la Navidad es una fecha significativamente negativa para ella; ya que el tío y la tía favorita de la fuchsbau murieron en una Navidad cuando ella tenía solo 7 años. Monroe se siente mal por eso y termina removiendo todos los adornos.
Nick y Hank y eventualmente un preocupado Bud visitan a Monroe para preguntarle sobre algún wesen que secuestra niños en Navidad y que deja como único rastro un pedazo de carbón. Los dos se percatan de que solo conocen a alguien capaz de eso: un misterioso wesen de nombre Krampus, que suele aparecer en las fechas de Navidad y devorar a todos los niños traviesos, justo antes de desaparecer por todo un año. Debido a que el libro de Monroe indica que el wesen usa como lugar de sus crímenes al árbol más grande del pueblo. Nick, Hank, Monroe y Bud rastrean al wesen anti-navideño en el bosque de Portland, deteniéndolo antes de lastimar a todos los chicos capturados. Mientras Hank, Monroe y Bud liberan a las víctimas, Nick se enfrenta a Krampus a quien consigue derrotar gracias a los efectos secundarios de su transformación en zombi. Con Krampus inconsciente Nick se ve obligado a contemplar sí debe eliminar o no al peligroso Wesen. Pero al sonar la décimo segundo campanada, el aterrador wesen se convierte en un confundido hombre de mediana edad que no tiene idea de lo que ocurrido. Como Nick y Hank no saben cómo lidiar con esta situación, ambos deciden optar por llamar al consejo wesen para que se encarguen. Más tarde Nick escribe sobre Krampus en los diarios de los Grimm para pasarlo a sus descendientes.
Rosalee comienza a sentirse culpable por haber "arruinado" la Navidad de Monroe y para compensarlo y superar su trauma con la fecha, la fuchsbau redecora toda la casa con los adornos navideños y de paso aporta algo de sus propias tradiciones personales, al dejarle a santa un puro y una cerveza.

## Elenco
- David Giuntoli como Nick Burkhardt.
- Russell Hornsby como Hank Griffin.
- Bitsie Tulloch como Juliette Silverton.
- Silas Weir Mitchell como Monroe.
- Sasha Roiz como el capitán Renard.
- Bree Turner como Rosalee Calvert.
- Reggie Lee como el sargento Wu.
- Claire Coffee como Adalind Schade.

## Producción

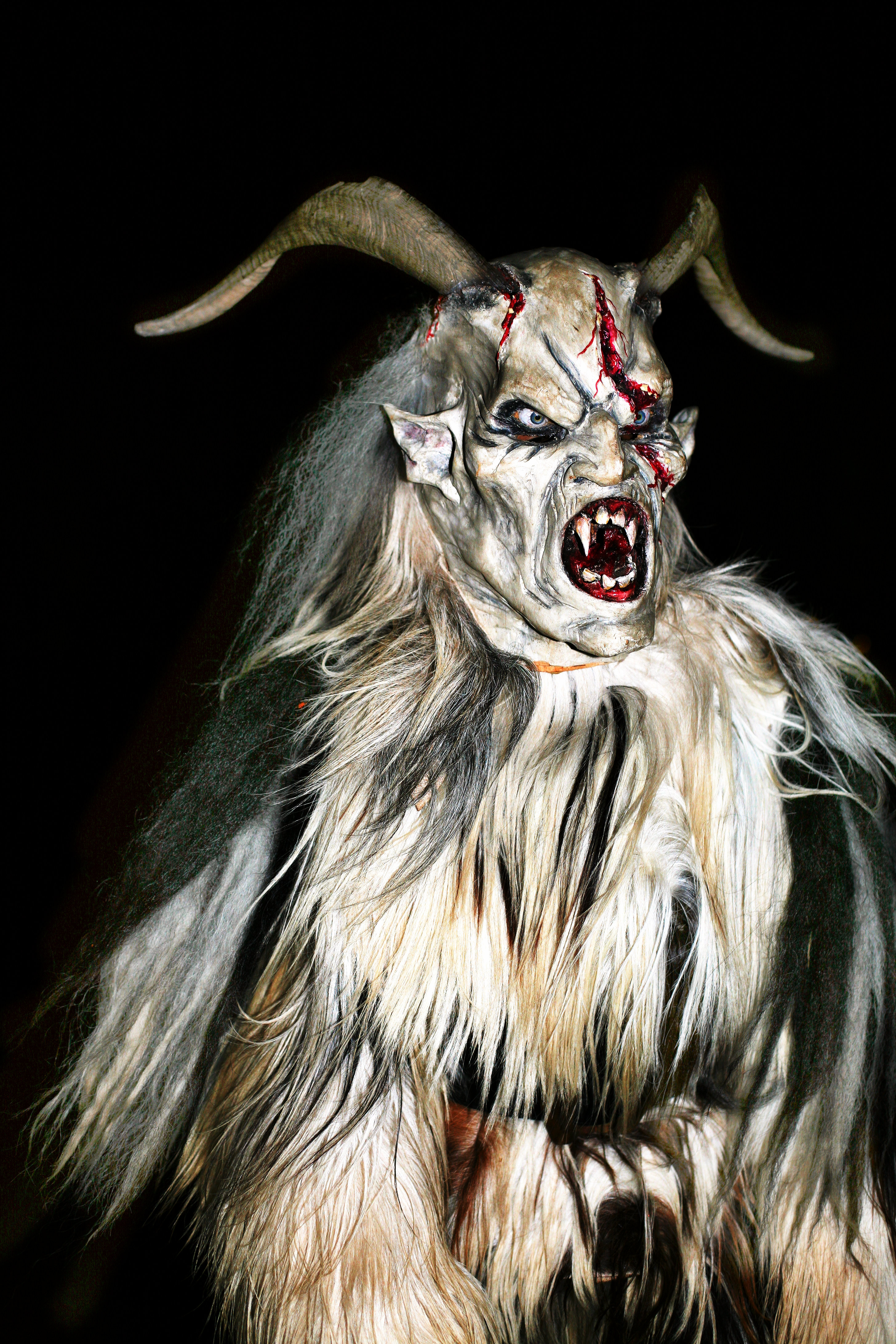
El episodio basó su argumento en la bestia mitológica: Krampus

El título del episodio fue creado para ser una especie de combinación entre la conocida canción navideña estadounidense Twelve Days of Christmas y el nombre de Krampus, un reconocido personaje del folclore por su relación con la Navidad.

### Guion
En una entrevista con Rusell Hornsby por Tv Guide. El actor comento algunos detalles del episodio antes de su emisión oficial:

"Hay toda clase de testigos para ese incidente, y lo capturan con sus celulares. Muchas cosas horribles pasan e esta ciudad — zombis, brujas, hombres lobo — nunca parecen hacerse públicos, y todo el buen trabajo de la policía queda bajo el radar. Pero ¿Nick y Hank golpeando a Santa Claus? ¡Son noticia de último momento!"
Rusell Hornby

En una entrevista realizada tras la emisión del final de la primera parte de la temporada con David Giuntoli, comento sus experiencias en la filmación del episodio: 

Ese sujeto se veía muy loco. Rara vez tengo una respuesta negativa y visceral al ver a otro ser humano. Pero con Krampus sí. Los cuernos. ¿Sabén como se veía? Parecía un personaje de Beetlejuice, que esta un poco desnivelado. Es como un personaje de la niñez, y lo volvimos un bastardo y de veras arruino la Navidad para todos.
David Giuntoli

### Continuidad
- Renard conoce al resto de la resistencia.
- Nick decide dejar un asunto de Portland en manos del consejo wesen.
- Se revela más sobre el pasado de Rosalee.

## Recepción

### Audiencia
En el día de su transmisión original en los Estados Unidos por la NBC, el episodio fue visto por un total de 4.880.000 de telespectadores. Sin embargo el total de personas que vieron y descargaron el episodio fue de un total de 7.780.000.

### Crítica
Kevin McFarland de AV Club le dio al episodio una B+ en una categoría de la A a la F, centrando su crítica en los 8 episodios emitidos en todo el año: "Esta es la semi conclusión de temporada de Grimm, con solo 8 episodios emitiéndose antes de un breve descanso de invierno. (El show regresa el 3 de enero.) En estos ocho episodios, los escritores acercaron a Rosalee y Monroe, arreglaron el largo problema de Juliette y la integraron al grupo, y encontraron un reemplazo para el gran mal que bebuta en 30 segundos en cada escena de un episodio semanal. El próximo paso para Grimm es descubrir el balance del progreso de las tramas episódicas en los casos de Portland que lleva a Nick y a sus amigos en la trama de los wesen. El objetivo parece querer convertir a Nick en el Grimm que cambia la vida de los Wesen para siempre al lidiar de manera diferente los conflictos que sufrían sus ancestros. Tal vez sea hora de verlo hacer algo más que matar a los asesinos de la Verrat enviados para derribarlo."
Nick McHatton de TV Fanatic le dio al episodio junto con su primera parte 4 estrellas de 5 posibles, argumentando que las leyendas en las que basaron sus argumentos habían sido bien contadas y solo se mostró crítico en la promoción que tuvieron los mismos: "Si hay algo que tengo que criticar sobre estas dos entregas fue su esologán: el final de invierno. No tiene nada que ver con la temporada 3 y más con la televisión general." Sobre el episodio, McHatton comento: "En el lado bueno. La leyenda de Krampus es asombrosa si quieren que sus hijos se comporten (sin importar si es real o no) siempre hay lagartos viviendo en las alcantarillas listos y dispuestos para arrancarles los miembros para asegurarse de que estén completamente traumatizados".